# Vernor Vinge
Vernor Steffen Vinge (czyt. /ˈvɪndʒi/; ur. 2 października 1944 w Waukesha, Wisconsin, zm. 20 marca 2024) – amerykański pisarz science fiction, emerytowany profesor matematyki i nauk informatycznych Uniwersytetu Stanowego San Diego. Trzykrotny laureat Nagrody Hugo, twórca pojęcia osobliwości technologicznej.
Debiutował w magazynie Analog Science Fiction w marcu 1966 r. opowiadaniem Bookworm, Run!
Jego żoną w latach 1972–1979 była pisarka Joan D. Vinge.

### Powieści
- Grimm’s World (1969),
- The Witling (1976)
- Prawdziwe imiona (True names, 1981)
- The Peace War (1984)
- Marooned in Realtime (1986, Nagroda Prometeusza 1987)
- Ogień nad otchłanią (A Fire Upon the Deep 1992, Hugo 1993)
- Otchłań w niebie (A Deepness in the Sky 1999, Hugo, Nagroda Campbella i Nagroda Prometeusza w 2000 r.)
- Rainbows End (2006), Hugo (2007)
- The Children of the Sky (2011)

### Krótkie formy
- Across Realtime (1986)
- True Names ... and Other Dangers (1987)
- Threats... and Other Promises (1988)
- True Names and the Opening of the Cyberspace Frontier (2001)
- The Collected Stories of Vernor Vinge (2001)